# Citydress

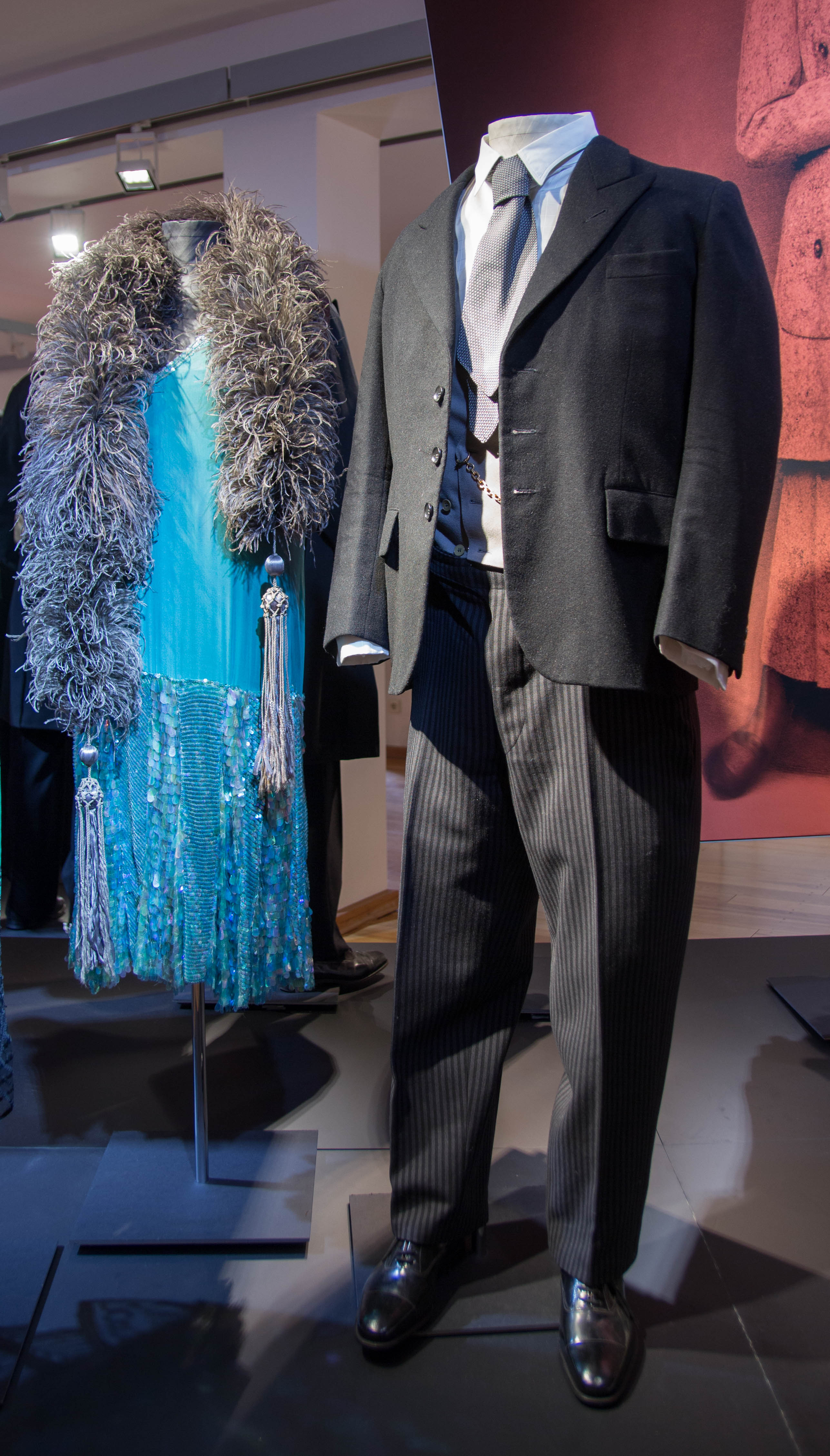
En citydress ur Textilfabrik Cromfords produktion

Citydress är en halvformell mansklädsel som bärs dagtid. Den kan liknas vid jackett men med kavaj. Citydress består av en enkel- eller dubbelknäppt svart eller mörkgrå kavaj, grårandiga eller smårutiga kostymbyxor, svart eller färgad väst och slips, fluga, kravatt eller plastrong. Kvällstida motsvarighet till citydress är smoking. I USA kallas klädseln "stroller", i Storbritannien för "black lounge suit" och i Tyskland "stresemann", uppkallad efter kanslern Gustav Stresemann.

## Historia
Citydressen kom till den 1 december 1925 då Gustav Stresemann bar en vanlig svart kavaj istället för jackett vid Locarnofördragen i London. Efter detta började flera tyska politiker och diplomater att följa i Stresemanns spår. Citydressen kom att bli ett mindre formellt alternativ till jacketten. Idag är citydressen sällsynt men kan fortfarande ses vid vissa bröllop framförallt i Storbritannien.

## Citydressens karaktärsdrag
Citydress består av en svart eller mörkgrå, enkel- eller dubbelknäppt kavaj som bärs med grårandiga byxor och en svart eller flerfärgad väst. Byxorna har inga slag och är högmidjade, till det bär man alltid hängslen och aldrig bälte. Den enkelknäppta kavajen kan antingen ha spetsiga eller trubbiga kavajslag, spetsiga är mer formella. Traditionellt har den enkelknäppta kavajen 1–3 knappar och inga fickor med lock.
Västen kan vara enkel- eller dubbelknäppt, svart eller flerfärgad och med eller utan slag. Västen borde vara enfärgad utan mönster och sitta högt upp på midjan. Fickur är ett traditionellt val att bära i västen. För att göra sin väst mera formell kan man bära en vit bit tyg så det syns 1 cm under västkanten, detta för att imitera det historiska sättet att bära flera västar under varandra.
Till citydress har man antingen en helvit skjorta eller en färgad winchesterskjorta med vit krage och manschetter, kragen är oftast nedvikt men en löskrage är också korrekt. Skjortan skall alltid ha dubbelmanschetter och bäras med manschettknappar.
Till skjortan har man oftast slips men även fluga eller kravatt går bra, traditionellt är slipsen grå men det går bra att ha andra konservativt färgade och mönstrade slipsar. Slipsen bör helst vara av silke och ha ett diskret mönster.
Skorna till citydress är alltid svarta skor med sluten snörning, den svarta oxforden med en tåkappa är det vanligaste valet, det går även att använda högre svarta kostymkängor med sluten snörning. För att sticka ut kan man även bära damasker på skorna.
Lämpliga hattar till citydress är plommonstop eller homburghatt, cylinderhatten är inte korrekt att bära med citydress då kavajen är kort till skillnad från jacketten.